# Кротевич, Богдан Александрович
Богдан Александрович Кротевич (укр. Богдан Олександрович Кротевич; род. 26 марта 1993, Симферополь или Измаил, Одесская область), позывной «Тавр» (Тавр), — украинский военный, подполковник, участник войны в Донбассе и обороны Украины от российского вторжения. Начальник штаба — первый заместитель командира полка «Азов», участник обороны «Азовстали», и. о. командира полка «Азов».

## Биография
Родился в Симферополе, Автономная Республика Крым или Измаиле, Одесская область в семье выходцев из Киева. Обучался в Симферопольской художественной школе. После 9-го класса учился в гимназии с углубленным изучением немецкого языка.
В 2008 году переехал в Киев и поступил на факультет водного вождения Киевской государственной академии водного транспорта. В 2013 году участвовал в акциях Евромайдана. После российской аннексии Крыма семья Кротевича перехала из Крыма в Киев. Завершал учёбу заочно, будучи военнослужащим.
В 2014 году вступил в полк «Азов» и отправился добровольцем на войну на Донбассе. Участвовал в боях за Широкино, боях на Светлодарской дуге, боях за Марьинку и за Красногоровку. В 2016 году стал командиром взвода.
В 2022 году во время вторжения России в Украину участвовал в обороне Мариуполя. Являлся начальником штаба и первым заместителем полка «Азов», два месяца державшего оборону «Азовстали». В мае 2022 года вместе с остальным защитниками «Азовстали» сдался в плен и был вывезен на территории, контролируемые непризнанной Донецкой Народной Республикой.
В сентябре 2022 года был возвращён в Украину в рамках обмена пленными. В апреле 2023 года получил звание подполковника. До возвращения Дениса Прокопенко в Украину в июле 2023 года являлся исполняющим обязанности командира «Азова».
26 февраля 2025 года было объявлено, что Кротевич завершает службу в Силах обороны и уходит с должности начальника штаба 12-й бригады специального назначения «Азов».

## Награды
- Орден Богдана Хмельницкого III степени (25 марта 2022) «за личное мужество и самоотверженные действия, проявлении в защите государственного суверенитета и территориальной целостности Украины, верность военной присяге, образцовое выполнение служебного долга»[7].